# 羽藤由美
羽藤 由美（はとう ゆみ、1956年 - ）は、日本の言語学者。京都工芸繊維大学名誉教授。大学英語教育学会(JACET)関西支部研究企画委員を務める。

## 来歴
1979年、津田塾大学学芸学部英文学科卒、卒業後日産自動車株式会社に入社し、1985年に株式会社ジオスに転職する。得意の英語力を買われGEOS English Academy, Brighton & Hoveの校長に就任する。その後1991年からロンドン大学教育研究所英語教育学研究科に留学し修士号(M. A. in Education)を取得する。帰国後1994年富山県立大学工学部教養教育助教授に就任し、その後1997年、福井県立大学経済学部助教授を経て福井県立大学学術教養センター准教授に就任する。2006年、京都工芸繊維大学に招聘され、教授職を務める。退官後同大より名誉教授号を授与される。

## 著作
- 『高校入試に英語スピーキングテスト? : 東京都の先行事例を徹底検証』岩波書店、2023年11月（ISBN: 9784002710853）
- 『大学入試がわかる本 : 改革を議論するための基礎知識』岩波書店、2020年9月 （ISBN: 9784000614214）
- 『変革期の大学入試』金子書房、2020年6月 （ISBN: 9784760861033）
- 『検証迷走する英語入試 : スピーキング導入と民間委託』岩波書店、2018年6月 （ISBN: 9784002709840）
- 『英語を学ぶ人・教える人のために―「話せる」のメカニズム』世界思想社、2006年4月1日 （ISBN: 4790711846）
- 『コミュニカティブ・クラスの理論と実践』東京書籍、2001年6月 （ISBN: 4487796407）

## 論文
- 「Development and administration of a Skype-based English speaking test in a Japanese high school 京都工芸繊維大学学術報告書 14 21 2022年2月
- CBTスピーキングテストの舞台裏，どこがどう難しいのか？—KIT Speaking Test の実践より—」JACET関西支部紀要 23 96-120 2021年3月
- 「英語入試改革の挫折から迷走を抜け出す道を探る」現代思想 48(6) 72-84 2020年4月
- 「2020年度英語入試改革の構造的欠陥」指導と評価 2019年11月号 9-12 2019年11月
- 「国立大学は若者を犠牲にすることに加担するなーー迷走を続ける英語入試改革の現状」岩波科学 89(10) 905-913 2019年9月
- 「Developing a computer-based speaking test of English as a lingua franca: Preliminary results and remaining challenges」WASEDA Working Papers in ELF (English as a Lingua Franca) 7 2018年10月

他多数